# Darius Washington
Darius Myron Washington Jr. (Winter Park, Florida; 6 de diciembre de 1985) es un exjugador de baloncesto estadounidense. Mide 1,88 metros, y jugaba en la posición de base.

## Trayectoria deportiva

### Universidad
Jugó durante dos temporadas con los Tigers de la Universidad de Memphis. En su primera temporada fue elegido freshman (jugador de primer año) de la temporada, tras promediar 15,4 puntos y 3,8 rebotes por partido.

### Profesional
Se declaró elegible para el Draft de la NBA de 2006, pero no fue seleccionado. Al haber firmado con un agente dos días antes del draft, perdió la posibilidad de regresar a la universidad. Fue elegido posteriormente en el draft de la NBA Development League por los Austin Toros, pero prefirió ir a jugar a la liga de baloncesto de Grecia, en el PAOK Salónica BC. Poco antes de cerrarse las plantillas de la NBA, logra firmar con San Antonio Spurs, a cuyos responsables impresionó en la pretemporada, estando a punto de alcanzar un triple-doble contra Golden State Warriors (19 puntos, 8 rebotes y 9 asistencias).
Hizo su debut en la temporada regular ante Sacramento Kings, jugando 12 minutos, consiguiendo 3 rebotes y 2 asistencias. A finales de diciembre de 2007 fue cortado por los Spurs.
En marzo de 2020 se unió a los Ostioneros de Guaymas del CIBACOPA, pero el torneo se suspendió por la pandemia de COVID-19, por lo que no pudo jugar con el equipo.  

## Selección nacional
Washington jugó para la selección de baloncesto de Macedonia en 2009.